# Наката, Кодзи
Кодзи Наката (яп. 中田 浩二 Наката Ко:дзи, род. 9 июля 1979, Сига) — японский футболист, защитник.

## Клубная карьера
Кодзи — воспитанник клуба старшей школы Тэйкё в Токио. В 1998 году он пополнил состав команды «Касима Антлерс», за которую выступал до конца 2004 года. Зимой 2005 года Кодзи перешёл в «Марсель», за который за один год провёл девять матчей чемпионата, а также сыграл в Кубке УЕФА. В 2006 году он перебрался в «Базель», где провёл два неплохих сезона выступая на позиции опорника, а затем вернулся в «Касима Антлерс», за который выступал до 2015 года.

## Карьера в сборной
Кодзи выступал за сборную Японии на множестве турниров с 2000 по 2007 год. Оба своих гола за сборную он забил на победном для его команды Кубке Азии 2004. Гол в финальном матче Кодзи забил, подыграв себе рукой. Несмотря на многочисленные протесты, гол был засчитан.

## Достижения

### Командные
«Касима Антлерс»
- Обладатель Кубка чемпионов Восточной Азии: 2003
- Чемпион Японии (5): 1998, 2000, 2001, 2008, 2009
- Обладатель Кубка императора (2): 2000, 2010
- Обладатель Кубка Японии (4): 2000, 2002, 2011, 2012
- Обладатель Суперкубка Японии (4): 1998, 1999, 2009, 2010
- Обладатель Кубка банка Суруга: 2012

«Олимпик Марсель»
- Обладатель Кубка Интертото: 2005

«Базель»
- Чемпион Швейцарии : 2007/08
- Обладатель Кубка Швейцарии (2): 2006/07, 2007/08
- Обладатель Кубка Часов: 2006

Сборная Японии
- Обладатель Кубка Азии: 2004

### Личные
- Член Команды года Джей-Лиги: 2001
- Лучший игрок Кубка Японии: 2000